# Мещанинова, Наталия Викторовна
Ната́лия Ви́кторовна Мещани́нова (род. 17 февраля 1982, Краснодар, СССР) — российский кинорежиссёр и сценарист.

## Биография
Родилась в небольшом поселке под Краснодаром. Школу не окончила. В 10 классе стала играть в молодёжном самодеятельном краснодарском театре. Детство и отрочество у Натальи были непростыми. Ей пришлось пройти через нищету, сексуальное насилие со стороны отчима, конфликты с матерью и буллинг. Об этом она открыто рассказывала и в интервью, и в автобиографической книге «Рассказы».
В 2005 году окончила заочное отделение Краснодарского государственного университета культуры и искусств по специальности «Кино и ТВ режиссура». Параллельно работала на местном телевидении ассистентом редактора титров. После университета работала режиссёром на краснодарском телевидении.
Окончила школу документального кино «Реальное время-2» (мастерская Марины Разбежкиной и Николая Изволова).
В июне 2021 года стало известно, что Мещанинова получит грант кураторского Фонда Хуберта Балса при Международном кинофестивале в Роттердаме в размере 10 тысяч евро на съемки фильма «Маленький ночной секрет». Мещанинова выступила автором сценария и режиссером, за производство отвечает кинокомпания СТВ. Фильм вошёл в секцию Big Screen Competition 52 Международного Роттердамского кинофестиваля.

### Семья
- Муж — российский актёр Степан Геннадьевич Девонин[8]. Воспитывает дочь[9].

## Увлечения
Рисует акварелью, разводит цветы, пишет книги. Автор романов «Телохранитель» и «Рассказы».

## Фильмография

### Режиссёр
- 2010 — «Школа» (телесериал)
- 2011 — «Псевдеж и симулякры» (документальный)[11]
- 2014 — «Комбинат „Надежда“»
- 2015 — «Красные браслеты» (телесериал)
- 2018 — «Сердце мира»[12]
- 2019 — «Интервью»
- 2021 — «Пингвины моей мамы» (сериал)[13][14]
- 2022 — «Один маленький ночной секрет»[15][16]
- 2022 — «Алиса не может ждать» (сериал)[17]

### Сценарист
- 2013 — «Ещё один год»[4]
- 2014 — «Комбинат „Надежда“»[4]
- 2015 — «Красные браслеты» (телесериал)
- 2017 — «Аритмия» (совместно с Борисом Хлебниковым)[18]
- 2018 — «Война Анны»
- 2018 — «Сердце мира»
- 2022 — «Один маленький ночной секрет»[15][16]
- 2022 — «Алиса не может ждать» (сериал)[17]
- 2023 — «Снегирь» (совместно с Борисом Хлебниковым)[19]
- 2023 — «Край надломленной луны»

## Награды и номинации
- 2018 — кинопремия «Ника» в номинации «Лучшая сценарная работа» за фильм «Аритмия» (совместно с Борисом Хлебниковым).
- 2018 — гран-при фестиваля «Кинотавр» за фильм «Сердце мира»[8][12].
- 2024 —   «Белый слон» в номинации «Лучший сценарий» за фильм «Один маленький ночной секрет»[20].